# Notiohyphantes
Genre
Notiohyphantes est un genre d'araignées aranéomorphes de la famille des Linyphiidae.

## Distribution
Les espèces de ce genre se rencontrent en Amérique du Sud et en Amérique centrale.

## Liste des espèces
Selon World Spider Catalog (version 16.5, 4/11/2015) :
- Notiohyphantes excelsus (Keyserling, 1886)
- Notiohyphantes laudatus Millidge, 1991
- Notiohyphantes meridionalis (Tullgren, 1901)

## Publication originale
- Millidge, 1985 : Some linyphiid spiders from South America (Araneae, Linyphiidae). American Museum novitates, no 2836, p. 1-78 (texte intégral).